# Павловский, Сергей Евграфович
Сергей Евграфович Павловский (21 августа 1846, Москва — 17 января 1915, Москва) — русский оперный и камерный певец (лирический баритон), в разное время солист Большого и Мариинского театров. Режиссер, автор многих либретто и переводов.

## Биография
Родился в Москве. Муж Э.Павловской. В 1869 перешел со 2-го курса математического факультета Петербургского университета в Петербургскую консерваторию, где обучался пению в классе К.Эверарди. По окончании консерватории в 1873 уехал с женой в Италию, где с большим успехом три года пел в г. Кремо, Раввене и Турине, затем на острове Мальта. С 1876 выступал в Киевской опере (антреприза И.Сетова, до 1879), Харькове (1879—1880), Тифлисе (1882—1883). В 1883—1885 и 1888—1896 солист московского Большого театра, в 1885—1888 — петербургского Мариинского театра (дебютировал в партии Фигаро — «Севильский цирюльник» Дж. Россини). Обладал небольшим голосом красивого тембра.

## Репертуар
Вышата, Иоганн («Оле из Нордланда»), Мефистофель и Валентин («Фауст»), Сульпицио, Риголетто, Амонасро.

### 1-й исполнитель партий
Соловей-разбойник («Илья Муромец, или Русские богатыри»), Граф Моркара («Гарольд»), Шете («Тамара»), Кудьма («Чародейка»); в Харькове — Ерёмка («Вражья сила»); на русской сцене — Данкайро («Кармен»), Гильо де Морфонтен («Манон»).

### Партнеры по сцене
П. Борисов, И. Мельников, Э. Павловская, М. Славина, Ф. Стравинский

### Работа с дирижерами
Пел под управлением И. Альтани, К. Кучеры, Э. Направника, П. Чайковского

## Режиссёрские работы
С 1889 режиссёр Большого театра, на сцене которого поставил оперы «Жизнь за царя» М. Глинки, «Евгений Онегин», «Пиковая дама», «Иоланта», «Снегурочка», «Волшебная флейта», «Паяцы», «Гугеноты», «Трубадур», «Отелло» Дж. Верди, «Лоэнгрин», «Зигфрид».

## Педагогическая деятельность
В 1906—1915 гг. — учитель сцены Большого театра.